# Хорольський Євген Валерійович
Євген Валерійович Хорольський (нар. 31 липня 1988, Дніпропетровськ, УРСР) — український футболіст, півзахисник.

## Життєпис
Народився в Дніпропетровську, вихованець місцевого футболу. Виступав за клуби Суперліги Дніпропетровщини, першої та другої ліги України. У сезоні 2008/09 років виступав за нижчолігову польську команду «Чренява» (Нови-Висніч). У вищій лізі Молдавії грав за команду «Олімпія» (Бєльці), в складі якої брав участь у матчах Ліги Європи УЄФА сезону 2010/11 років. Виступав у нижчих лігах Польщі, за команди «Єзьорак» (Ілава), «Омега» (Стари-Замость), «Орлента» (Радинь-Підляський) і команду німецької регіональної ліги «Берлінер Гюртюркель».